# Jean Charlot
Louis Henri Jean Charlot (* 8. Februar 1898 in Paris; † 20. März 1979 in Honolulu) war ein in den Vereinigten Staaten und Lateinamerika aktiver Maler und Grafiker französischer Herkunft.

## Familiäre Wurzeln
Jean Charlot kam in Paris als Sohn des aus St. Petersburg stammenden Kaufmanns Henri Pierre Jean Charlot (1860–1914) und der Künstlerin Anne Goupil (1870–1929), zur Welt. Er und seine Schwester Odette wuchsen spanisch- und französischsprachig auf. Er las aber auch russische Literatur und besaß durch die Geschäftsbeziehungen seines Vaters auch Deutschkenntnisse. Seine Schwester, zu der Jean Charlot ein gespaltenes Verhältnis hatte, studierte später zusammen mit Marie Curie Medizin und wurde Urologin.
Sein Vater war unehelicher Sohn der Französin Henriette Charlot aus Cussy-les-Forges, die in Russland als Hutmacherin arbeitete. Jean Charlot hatte kaum Kontakt zu seinem väterlichen Großvater, bei dem sein Vater aufwuchs, nachdem seine Großmutter Henriette Charlot in Moskau 1871 bereits im Alter von 31 Jahren infolge der dort vorherrschenden Pockenepidemie verstorben war. Der Name seines Großvaters väterlicherseits wurde im Familienbuch gestrichen.
Seine Mutter Anne Goupil stammte aus einer französisch-aztekischen Familie. Sein jüdischer Ururgroßvater Pierre Nicolas Goupil stammte aus der Normandie und hielt sich bereits ab 1820 immer wieder in Mexiko auf. Jean Charlots Urgroßvater Joseph Victor Ferdinand Sénateur Goupil wurde in Rouen geboren und verbrachte ebenfalls längere Zeiträume in Mexiko. 1830 heiratete er in Mexiko-Stadt die spanisch-aztekische Anna Benita Meléndez. Er erwarb 1851 den Pavillon de Sully des Neuen Schlosses von Saint-Germain-en-Laye, importierte 1853 aus Tacuba mehrere Agavenpflanzen und züchtete diese. Aus der Ehe mit Anna gingen elf Kinder hervor, darunter als erster Sohn der spätere Sammler und wesentlicher Förderer Jean Charlots Charles Eugène Espidon, als zweiter Sohn Jean Charlots Großvater Louis Cyriaque (spanisch: Luis Ciriaco) und als drittes Kind Alice, die später Léon Harmel, den Sohn des kirchlich-sozialen Industriellen Léon Harmel heiratete. Sein Großvater Louis Cyriaque galt als Freidenker. Er heiratete die in Paris geborene Mexikanerin Sara Louisa Meléndez, die jüdischen Glaubens war, was für Angehörige des (mehrheitlich katholischen) Bürgertums zu dieser Zeit unüblich war. Jean Charlots Mutter ging als dritte Tochter aus der Ehe hervor.

## Leben und Werk
Charlot litt im Kindesalter an einem ausgeprägten Strabismus, der durch eine Operation am schwächeren rechten Auge korrigiert wurde als er sieben Jahre alt war. Zudem war er Linkshänder und wurde entsprechend den damaligen Gepflogenheiten umgeschult. Er setzte sich schon im Kindesalter mit der indigenen Kultur Lateinamerikas auseinander. Über seinen Großvater Louis Cyriaque hatte er auch Kontakt zum Archäologen Désiré Charnay, ließ sich von ihm erzählen und studierte dessen Arbeiten. Im Juli 1914 verstarb sein Vater nach einem Nervenzusammenbruch. Von 1914 bis 1915 studierte Charlot an der École nationale supérieure des beaux-arts de Paris (ENSBA), ging danach nach Saint-Mandé und durchreiste die Bretagne. Während des Ersten Weltkriegs diente er ab 1917 und während der anschließenden Besatzung der deutschen Westgebiete als Pferdeartillerist. Bei einer Körpergröße von 1 Meter 65 wird seine Statur als athletisch beschrieben.
1920 verließ er als Unterleutnant die Armee und ging nach Mexiko, wo er durch die Verwandtschaft der mütterlichen Linie vielzählige Kontakte und Verwandte hatte. Hier schloss er sich einem Kreis revolutionärer Künstler an, lernte bei Fernando Leal und assistierte Diego Rivera bei seinem Wandbild „La Creación“ in Mexiko-Stadt. 1922 malte er sein erstes eigenes Wandbild an der dortigen Escuela Nacional Preparatoria mit dem Titel „La Masacre en el Templo Mayor“, in dem er das Massaker im Templo Mayor während der spanische Eroberung darstellte. 1923 folgten drei weitere Murales am Secretaría de Educación Pública (SEP). Danach malte er bis 1925 in seiner sogenannten „Dunklen Periode“ überwiegend auf der Staffelei.
Von 1926 bis 1928 arbeitete er als archäologischer Künstler bei den Forschungen und Ausgrabungen des Carnegie Institution of Washington (CIW) von Chichén Itzá und ging danach nach New York City, ein Jahr später dann nach Washington D. C., wo er zusammen mit Earl Halstead Morris und Ann Axtell Morris an den Texten und Illustrationen für das 1931 vom CIW herausgegebene Werk über den Kriegertempel von Chichén Itzá The Temple of the Warriors at Chichén Itzá arbeitete. Ab 1930 dozierte er an der Art Students League of New York sowie an der Columbia University und lernte den aus Los Angeles stammenden Grafiker Lynton Richards Kistler kennen. Zudem begann er zu dieser Zeit auch mit der Illustration von Kinderbüchern. 1932 veröffentlichte er zusammen mit Harry Evelyn Dorr Pollock und John Eric Sidney Thompson unter dem Titel A preliminary study of the ruins of Coba, Quintana Roo, Mexico Studien über die Ruinen von Cobá und gab ein Jahr später einen Bilderband mit 32 Lithographien mit Textbeiträgen von Paul Claudel. 1939 heiratete er die Schauspielerin Dorothy Zohmah Day und veröffentlichte im gleichen Jahr Art from the Mayans to Disney (Kunst von den Mayas bis zu Disney). Aus der Ehe mit Dorothy Zohmah gingen die drei Söhne Martin, John und Peter sowie eine Tochter namens Ann hervor. Von 1939 und 1940 illustrierte er mit 34 Farbbildern eine Sonderausgabe von Prosper Mérimées Carmen. Das Buch wurde von Albert Richardson Carman gedruckt und vom New Yorker Limited Editions Club herausgegeben. 1941 erhielt er von der University of Georgia ein Artist-in-Residence-Stipendium und malte ein Jahr darauf ein Wandbild am Postamt von McDonough, Georgia, ebenfalls 1942 auch eines am Gebäude der Fakultät für Schöne Künste der University of Georgia und dort 1944 auch eines an der Fakultät für Journalismus. Als Guggenheim-Stipendiat ging er von 1945 bis 1946 wieder zurück nach Mexiko und schrieb dort über den mexikanischen Muralismus in seinem Buch The Mexican Mural Renaissance, 1920–1925, das 1963 von der Yale University Press veröffentlicht wurde. Unter dem Titel Mexihkanantli (Nahuatl für Mexikanische Mutter) veröffentlichte er in Mexiko-Stadt 16 von 1946 bis 1947 entstandene Illustrationen und wurde 1947 in Colorado Springs Leiter der Colorado Springs Fine Arts Center School.
1949 ging er als Professor an die University of Hawaiʻi nach Honolulu und malte dort an der Bachmann-Halle ein Wandbild. Zu seinen Studenten zählten die Architektin Beverly Willis, der Maler Kenneth O. Goehring und sein Sohn Martin Charlot. 1950 erschien in New York sein Buch Art Making from Mexico to China. Von 1951 bis 1953 malte er Wandbilder am Verwaltungsgebäude des Arizona State College (heute Arizona State University), an der Filiale der ersten Nationalbank in Waikīkī und ein weiteres an der Bachmann-Halle der University of Hawaiʻi. 1958 arbeitete er an Keramikfliesenbildern in der St. Catherine-Kirche auf Kauaʻi. Zudem entstanden von 1958 bis 1963 weitere Wandbilder am St. Leonard-Kloster von Centerville, Montgomery County in Ohio, an der Klosterkapelle der St. Benedict-Abtei in Atchison, Kansas und am katholischen Missionskirchengebäude in Naiserelagi, Fidschi. 1962 veröffentlichte er über die University of Texas at Austin eine Abhandlung über die mexikanische Kunst und die Academia de San Carlos im Zeitraum von 1785 bis 1915. Im Jahr seiner Emeritierung veranstaltete 1966 die Honolulu Academy of Arts ihm zu Ehren eine Einzelausstellung unter dem Titel Jean Charlot Retrospective, Fifty Years 1916-1966. Im gleichen Jahr malte sein das Wandbild am Bankgebäude in Waikīkī nach dessen Zerstörung ein zweites Mal und besuchte ein Jahr darauf erstmals seit 1923 wieder seine Heimatstadt Paris. Im Rahmen des Kulturprogramms anlässlich der Olympischen Sommerspiele 1968 stellte er im Museo de Arte Moderno seine Bilder aus und wurde im gleichen Jahr vom nationalen Kunstrat in Washington ausgezeichnet. 1969 arbeitete er an der University of Hawaiʻi mit Tony Smith zusammen und stellte in Hanalei, Kauai County, eine Keramikstatue fertig und gründete in Honolulu eine Stiftung. 1972 schrieb er für die University of Hawaiʻi eine autobiografische Abhandlung. Neben zwei weiteren Wandbildern am Leeward Community College (1974) in Pearl City, Oʻahu, und an der Maryknoll-Grundschule (1978) in Honolulu veröffentlichte er 1973 zusammen mit Kistler in Los Angeles einen zweiten Bilderband und schrieb für die University of Hawaiʻi 1976 Two Hawaiian Plays (ISBN 0824804996).
Charlot verstarb nach einem Krebsleiden.